# Championnat d'Irlande de football 1994-1995
Navigation
Édition précédente Édition suivante
La saison 1994-1995 du Championnat d'Irlande de football est la 74e saison du championnat national. Ce championnat se compose de deux divisions, la Premier Division, le plus haut niveau et la First Division, l’équivalent d’une deuxième division. Le Shamrock Rovers Football Club est le tenant du titre après sa victoire de 1994. 
Le Dundalk Football Club gagne le championnat. 
Dans le match de promotion/relégation Athlone Town a battu Finn Harps 5 tirs au but à 3 après les matchs aller-retour (deux matches nuls 0-0) et gagné ainsi le droit de rester en Premier Division. C’est la deuxième fois consécutivement que l’équipe de Finn Harps perd en match de barrage.
À la fin de la saison descendent en First Division Cobh Ramblers et Monaghan United et montent en Premier Division UCD et Drogheda United.
En First Division, c’est un triste record que bat Kilkenny City AFC : ils finissent le championnat sans remporter la moindre victoire.
Le championnat abandonne la formule de la scission de la Premier Division après les matches aller-retour en vigueur depuis 2 saisons.

## Les 22 clubs participants
| Premier Division - Bohemians FC - Bray Wanderers - Cobh Ramblers FC - Cork City FC - Derry City FC - Dundalk FC - Monaghan United - St. Patrick's Athletic FC - Shamrock Rovers - Shelbourne FC - Sligo Rovers P - Waterford United | First Division - Athlone Town - Drogheda United - UC Dublin - Finn Harps - Galway United - Home Farm FC - Kilkenny City AFC - Limerick FC - Longford Town - Saint James's Gate FC |

## Classement

### Premier Division
| Rang | Équipe                    | Pts | J  | G  | N  | P  | Bp | Bc | Diff |
| ---- | ------------------------- | --- | -- | -- | -- | -- | -- | -- | ---- |
| 1    | Dundalk FC                | 59  | 33 | 17 | 8  | 8  | 41 | 25 | +16  |
| 2    | Derry City FC             | 58  | 33 | 16 | 10 | 7  | 45 | 30 | +15  |
| 3    | Shelbourne FC             | 57  | 33 | 16 | 9  | 8  | 45 | 22 | +23  |
| 4    | Bohemian FC               | 53  | 33 | 14 | 11 | 8  | 48 | 30 | +18  |
| 5    | St. Patrick's Athletic FC | 53  | 33 | 13 | 14 | 6  | 53 | 36 | +17  |
| 6    | Shamrock Rovers FC T      | 51  | 33 | 14 | 9  | 10 | 45 | 36 | +9   |
| 7    | Cork City FC              | 49  | 33 | 15 | 4  | 14 | 55 | 42 | +13  |
| 8    | Sligo Rovers P            | 43  | 33 | 12 | 7  | 14 | 43 | 42 | +1   |
| 9    | Galway United             | 39  | 33 | 10 | 9  | 14 | 39 | 53 | -14  |
| 10   | Athlone Town P            | 32  | 33 | 6  | 14 | 13 | 31 | 44 | -13  |
| 11   | Cobh Ramblers FC          | 26  | 33 | 5  | 11 | 17 | 29 | 51 | -22  |
| 12   | Monaghan United           | 19  | 33 | 5  | 4  | 24 | 22 | 75 | -53  |

| Légende : Qualifications et relégations | Légende : Qualifications et relégations    |
| --------------------------------------- | ------------------------------------------ |
|                                         | Barrage de relégation en deuxième division |
|                                         | relégation en deuxième division            |
|                                         | T : Tenant du titre P : Promu              |

### First Division
| Rang | Équipe                | Pts | J  | G  | N  | P  | Bp | Bc | Diff |
| ---- | --------------------- | --- | -- | -- | -- | -- | -- | -- | ---- |
| 1    | UCD                   | 64  | 27 | 20 | 4  | 3  | 56 | 12 | +44  |
| 2    | Drogheda United R     | 56  | 27 | 16 | 8  | 3  | 48 | 23 | +25  |
| 3    | Finn Harps            | 43  | 27 | 12 | 7  | 8  | 44 | 30 | +14  |
| 4    | Limerick FC R         | 43  | 33 | 11 | 10 | 6  | 30 | 22 | +8   |
| 5    | Waterford United      | 41  | 27 | 11 | 8  | 8  | 31 | 24 | +7   |
| 6    | Home Farm FC          | 33  | 27 | 9  | 6  | 12 | 43 | 47 | -4   |
| 7    | Longford Town         | 33  | 27 | 8  | 9  | 10 | 26 | 39 | -13  |
| 8    | Bray Wanderers        | 32  | 27 | 8  | 8  | 11 | 33 | 31 | +2   |
| 9    | Saint James's Gate FC | 22  | 27 | 4  | 10 | 13 | 35 | 49 | -14  |
| 10   | Kilkenny City AFC     | 2   | 27 | 0  | 2  | 25 | 14 | 83 | -69  |

| Légende : Qualifications et relégations | Légende : Qualifications et relégations    |
| --------------------------------------- | ------------------------------------------ |
|                                         | Promu en première division                 |
|                                         | Qualification pour le barrage de promotion |
|                                         | T : Tenant du titre P : Promu              |

## Source
- (en) Alex Graham, Football in the Republic of Ireland : a Statistical Record 1921–2005, Soccer Books Ltd, novembre 2005, 142 p. (ISBN 978-1862231351).